# 내 딸아 울지마라
"내 딸아 울지마라"는 한국에서 제작된 남기남 감독의 1972년 영화이다. 김지미 등이 주연으로 출연하였고 황의식 등이 제작에 참여하였다.

## 출연

### 주연
- 김지미
- 태현실